# ناتالیا پوربنیاک
ناتالیا پوربنیاک (اوکراینی: Наталія Олегівна Погребняк؛ زادهٔ ۱۹ فوریه ۱۹۸۸) دونده سرعت زن اهل اوکراین است.